# غاتون دي كامبوس
غاتون دي كامبوس (بالإسبانية: Gatón de Campos)‏ هي بلدية تقع في مقاطعة بلد الوليد، قشتالة وليون، إسبانيا. وفقًا لتعداد عام 2004 (المعهد الوطني للإحصائيات)، يبلغ عدد سكان البلدية 40 نسمة.